# Sphecodina
Sphecodina is een geslacht van vlinders uit de onderfamilie Macroglossinae van de familie pijlstaarten (Sphingidae).

## Soorten
- Sphecodina abbottii (Swainson, 1821)
- Sphecodina caudata (Bremer & Grey, 1853)